# Cicindela ohlone
Cicindela ohlone är en skalbaggsart som beskrevs av Hendrik Freitag och Kavanaugh 1993. Cicindela ohlone ingår i släktet Cicindela och familjen jordlöpare. Inga underarter finns listade i Catalogue of Life.